# Викстрём, Габриэль
Габриэль Викстрём (швед. Per Johan Gabriel Wikström; род. 21 февраля 1985, Швеция) — шведский политический и государственный деятель. Член Социал-демократической партии Швеции. В прошлом — министр народного здоровья, здравоохранения и спорта Швеции с 3 октября 2014 года по 27 июля 2017 года.

## Биография
Начал свою политическую карьеру в 2006 году в Шведском социал-демократическом союзе молодёжи в Вестманланде. С 2007 по 2011 гг. был членом национального исполнительного совета молодёжной лиги, а в 2011 году был избран его председателем и оставался на этом посту вплоть до своего назначения министром народного здоровья, здравоохранения и спорта.
Вступил в конфронтацию с руководством своей партии, выдвинув на партийном съезде в 2013 году идею введения 90-дневной гарантии для безработной молодёжи. Ныне это одна из ключевых реформ кабинета Лёвена.
3 октября 2014 года получил портфель министра народного здоровья, здравоохранения и спорта Швеции в первом правительстве Лёвена.
5 мая 2017 года Викстрём объявил, что у него будет отпуск по болезни из-за симптомов, связанных с выгоранием. Временно исполняла обязанности министра Анника Страндхелл во время его отпуска по болезни. 27 июля 2017 года Викстрём подал в отставку.

## Популярность в Турции
Неожиданную популярность Габриэль Викустрём сыскал себе в Турции после того, как, заметив в Твиттере рост числа подписчиков из этой страны, попросил коллегу написать слова благодарности на турецком языке. Твит «Спасибо всем моим подписчикам из Турции и добро пожаловать» («Türkiye'deki takipçilerime hoşgeldiniz diyorum ve teşekkür ediyorum») и эффектная фотография в профиле произвели на турецких девушек неизгладимое впечатление. Сообщение мгновенно было ретвитнуто 8,5 тысяч раз, число подписчиков возросло с 2 тысяч до 22 тысяч, большинство из которых — из Турции, а фотографии министра разошлись по соцсетям. Викстрёма окрестили «министр-красавчик».